# Bovenkerk (Zuid-Holland)
Bovenkerk is een lintvormige buurtschap in de gemeente Krimpenerwaard, in de Nederlandse provincie Zuid-Holland. De buurtschap is gelegen direct ten oosten van Stolwijk.
De buurtschap Bovenkerk bevindt zich in de Polder Bovenkerk, die ongeveer 1,5 meter onder NAP ligt.
In de buurtschap bevindt zich de Hillegonda Hoeve.